# Menkjo kaiden
A menkjo kaiden (免許皆伝; Hepburn: menkyo kaiden) (jelentése: ’minden [tudás] átadásáról [szóló] engedély’), a hagyományos, vagy régi típusú japán harcművészetekben jellemző egyik bizonyítványfajta. Egy oklevél, hagyományosan tekercs, ami igazolja hogy az adott személy az adott stílusból minden tudást elsajátított a legmagasabb szinten. Az "engedély" kifejezés általában azt jelentette, hogy az illető az iskola oktatására jogosult, illetve saját változatot alakíthatott ki belőle.
Többnyire számos menkjo kaident is kiadtak egy stílusból egy nagymester élete alatt, ezzel biztosítva a stílus továbbélését. Egyes iskolák ragaszkodtak ahhoz, hogy csak egyetlen személy, az iskola vezetőjének kijelölt örököse kaphatja meg, mindenki más csak alacsonyabb szintű mesterlevelet kapott.